# Liste der Baudenkmäler in Johanneskirchen
Auf dieser Seite sind die Baudenkmäler im Münchner Stadtteil Johanneskirchen im Stadtbezirk 13 Bogenhausen aufgelistet. Zu diesen Baudenkmälern gibt es auch eine Bildersammlung und ein Fotoalbum mit ausgewählten Bildern.
Diese Liste ist Teil der Liste der Baudenkmäler in München. Grundlage ist die Bayerische Denkmalliste, die auf Basis des bayerischen Denkmalschutzgesetzes vom 1. Oktober 1973 erstmals erstellt wurde und seither durch das Bayerische Landesamt für Denkmalpflege geführt und aktualisiert wird. Die folgenden Angaben ersetzen nicht die rechtsverbindliche Auskunft der Denkmalschutzbehörde.

## Ensemble
Ortskern Johanneskirchen. Das kleine Dorf mit der aus dem 13. Jahrhundert stammenden und im 17. Jahrhundert erneuerten Dorfkirche St. Johann Baptist besteht aus einer Gruppe zum Teil stattlicher Gehöfte des späten 18. und 19. Jahrhunderts, die sich im Kreuzungsbereich Wacholderweg/Johanneskircherstraße konzentrieren. Die lockere Gruppierung von Kirche und Bauernhöfen ergibt ein malerisches Dorfbild, das noch unverwechselbare Züge trägt. (E-1-62-000-24)

## Einzelbauwerke
| Lage                                   | Objekt                                      | Beschreibung | Akten-Nr.                | Bild                      |
| -------------------------------------- | ------------------------------------------- | --- | ------------------------ | ------------------------- |
| Gleißenbachstraße 2 (Standort)         | Katholische Filialkirche St. Johann Baptist | barockisierte saalartige Chorturmkirche mit Satteldachturm, im Kern 13. Jahrhundert, 1688 umgestaltet; mit Ausstattung; Friedhofsmauer, verputzt mit Bogenportal und Stützpfeilern; Friedhof, mit Grabsteinen             | D-1-62-000-2199 Wikidata | weitere Bilder            |
| Johanneskirchner Straße 153 (Standort) | Bauernhof                                   | Bauernhaus, zweigeschossiger putzgegliederter Satteldachbau mit Kniestock, Balkons, Zwerchhaus und hakenförmigem Wirtschaftsteil, Ende 19. Jahrhundert; Nebengebäude, erdgeschossiger Satteldachbau, Ende 19. Jahrhundert | D-1-62-000-3078 Wikidata | Bauernhof                 |
| Johanneskirchner Straße 154 (Standort) | Ehemaliger Bauernhof                        | ehemaliges Bauernhaus, zweigeschossiger Satteldachbau, 1930er Jahre | D-1-62-000-3079 Wikidata | Ehemaliger Bauernhof      |
| Johanneskirchner Straße 154 (Standort) | Nebengebäude                                | hakenförmiger Satteldachbau, wohl 19. Jahrhundert | D-1-62-000-3079 Wikidata | Nebengebäude              |
| Johanneskirchner Straße 163 (Standort) | Wohnteil eines Bauernhaus                   | erdgeschossiger putzgegliederter Satteldachbau mit Zwerchhaus, wohl um 1850 | D-1-62-000-3080 Wikidata | Wohnteil eines Bauernhaus |